# Sárospatak
Sárospatak és una ciutat d'Hongria, al comtat de Borsod-Abaúj-Zemplén.
Situada sobre el riu Bodrog, als peus de les altures de Hegyalja, té una superfície de 100,5 km² i el 2010 tenia 13.060 habitants.
Habitada des de temps antics, Sárospatak va guanyar l'estatus de ciutat el 1201 gràcies al rei Emerico d'Hongria, mentre que Andreu II d'Hongria va construir el castell on la seva esposa Gertrudis va infantar Isabel, la futura Isabel d'Hongria.
Sota l'emperador Segimon I es va elevar a la categoria de ciutat imperial lliure, de manera que és una important destinació per als turistes.

## El col·legi calvinista
Fundat en 1531, era l'institut educatiu més important d'Hongria en aquella època. Des de 1650 i durant 4 anys va ensenyar a les seves aules el pedagog reformista Comenius.